# Typhlacontias brevipes
Typhlacontias brevipes là một loài thằn lằn trong họ Scincidae. Loài này được Fitzsimons mô tả khoa học đầu tiên năm 1938.